# Michelangelo Tamburini
Michelangelo Tamburini (Montese, 27 settembre 1648 – Roma, 28 febbraio 1730) è stato un gesuita italiano, preposito generale dell'ordine dal 31 gennaio 1706 alla morte.

## Biografia
Nato in seno alla nobile famiglia dei Tamburini di Modena, entrò nella Compagnia di Gesù in giovane età e si prodigò largamente per la causa dell'Ordine, riuscendo in breve tempo a scalare la gerarchia ecclesiastica.
Divenuto generale dell'Ordine, diede un notevole impulso all'attività apostolica dell'ordine, sia in Europa che in terra di missione, soprattutto in Paraguay. Durante il suo generalato proseguirono le polemiche relative alla questione dei riti cinesi: alla Compagnia venne inoltre attribuita la responsabilità della bolla Unigenitus contro i giansenisti e la distruzione di Port-Royal; sempre in Francia, i gesuiti subirono l'interdetto lanciato contro di loro dal cardinale di Parigi Louis-Antoine de Noailles.
Suo nipote fu il famoso cardinale Fortunato Tamburini, teologo settecentesco della corte pontificia che fu, ironia della sorte, uno dei principali responsabili della soppressione della Compagnia di Gesù, avvenuta nel 1773.